# 마쓰이 히토시
마쓰이 히토시(일본어: 松井 等, 1877년 ~ 1937년 5월 13일)는 일본의 역사학자이다. 전공은 중국사 등이다. 고쿠가쿠인 대학 교수 등을 지냈다.

## 저서
- (공저)《만주역사지리(満洲歴史地理)》, 남만주철도주식회사, 1913
- 《전설의 중국(伝説之支那)》, 난린쇼텐(楠林書店), 1922
- 《중국현대사(支那現代史)》, 메이젠도(明善堂), 1924
- 《동양사요석(東洋史要釈)》, 교리쓰샤(共立社), 1934
- 《중국근대사(支那近代史)》, 메이젠샤(明善社), 1939